# Charles Manley Smith

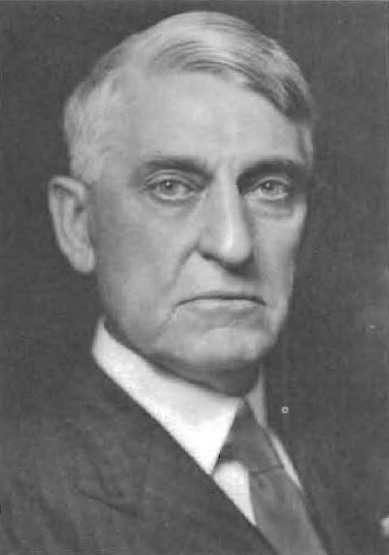
Charles Manley Smith

Charles Manley Smith (* 3. August 1868 in Rutland, Rutland County, Vermont; † 12. August 1937 ebenda) war ein US-amerikanischer Politiker und von 1935 bis 1937 Gouverneur des Bundesstaates Vermont.

## Frühe Jahre und geschäftlicher Aufstieg
Charles Smith besuchte das Dartmouth College. Dann wurde er Privatsekretär des ehemaligen Gouverneurs von Vermont, Redfield Proctor, als dieser Kriegsminister der Vereinigten Staaten war. In den folgenden Jahren war Smith unter anderem in der Landwirtschaft tätig. Schon bald war er auch auf anderen Gebieten erfolgreich. Er war am Bank- und Versicherungsgeschäft beteiligt und wurde 1920 Präsident der Marble Savings Bank. Smith war auch Direktor der Kinderhilfe von Vermont, der Historischen Gesellschaft und einer landwirtschaftlichen Vereinigung.

## Politische Laufbahn
Charles Smith war Mitglied der Republikanischen Partei. Zwischen 1927 und 1929 gehörte er dem Senat von Vermont an, von 1931 bis 1933 war er Abgeordneter im Repräsentantenhaus des Staates. Dort war er Vorsitzender des Ausschusses, der sich mit den Maßen und Gewichten befasste. Zwischen 1933 und 1935 war er als Vizegouverneur Stellvertreter von Gouverneur Stanley C. Wilson. Im Jahr 1934 wurde Smith zum neuen Gouverneur seines Staates gewählt. Er trat sein Amt am 10. Januar 1935 an und konnte eine volle zweijährige Amtszeit bis zum 7. Januar 1937 absolvieren. In seiner Amtszeit wurden sowohl neue Rentengesetze als auch Arbeitslosenversicherungsgesetze erlassen.
Damals wurde Smith in einen Skandal verwickelt, der auf das Jahr 1932 zurückging. Damals hatte er festgestellt, dass sein Bankberater 251.000 Dollar von seinem Konto unterschlagen hatte. Smith kehrte damals die Angelegenheit unter den Teppich und ließ sich von der Bank entschädigen. Als dieser Sachbearbeiter 1935 ein höheres Amt in der Finanzverwaltung Vermonts anstrebte, sorgten seine Gegner dafür, dass die damaligen Vorgänge publik wurden und damit seine Nominierung gestoppt wurde. Allerdings geriet damit auch der Gouverneur in die Kritik, weil er die Angelegenheit damals nicht ordnungsgemäß angezeigt hatte. Der Sachbearbeiter wurde zu einer Gefängnisstrafe und der mitbeteiligte Bankmanager zu einer Geldstrafe verurteilt. Die Anklage gegen den Gouverneur wurde abgewiesen.

## Weiterer Lebenslauf
Gouverneur Smith blieb nach dem Ende seiner Gouverneurszeit kaum noch Zeit, seinen Ruhestand zu genießen. Im Juni 1937 erkrankte er ernsthaft und am 12. August dieses Jahres verstarb er in seinem Heimatort Rutland. Mit seiner Frau Aurelia Stark hatte er drei Kinder.